# ニシザワ (スーパーマーケット)
株式会社ニシザワは長野県上伊那地方を対象としてスーパーマーケットおよびショッピングセンター、書店等を展開する企業。

## 概要
「荒木昌平」が1924年（大正13年）10月に西澤書店伊那支店を伊那市通り町に開設したのが始まりである。
1933年（昭和8年）に創業者の「荒木昌平」が病死したため昌平の妻・「荒木ちゃう」が店の営業を続けた。
1940年（昭和15年）に「荒木昌平」の長男「荒木茂」が営業に参画し、1942年（昭和17年）に「伊那西沢書店」として独立・開業した。
1948年（昭和23年）に「有限会社西澤書店」として法人化し、「荒木茂」が社長に就任した。
しかし法人化の翌年、1949年（昭和24年）12月29日に大火で店舗焼失したため、書籍の取次会社が委託販売の書物を大量に送付してきていたことも重なって年間売上高の約3倍の買掛金だけが残る状況に陥った。
ところが代替となる店舗をバラックで建てて、火事から4日後の1950年（昭和25年）1月2日に早くも本の正月初売りを行うところまで漕ぎ着けた。
こうして再建に乗り出したものの、書籍販売は粗利益率が約20%とあまり高くないことから、買掛金など大火に伴う損失の返済だけで10年以上かかることが想定された。
そこで2階建ての店舗を新築した際には、書物と同時に衣料品なども販売できるような形で設計を行っている。
そのため荒木茂の妻・清子の実家が呉服や化粧品を扱っていたことから、その仕入れルートを生かして衣料品や服飾関係と化粧品なども取り扱って販売品目を拡充し始め、多角化への第一歩を踏み出すことになった。
そしてそのころから東京の百貨店でのファッションショーや豊富な商品への憧れが地元伊那地区でも広まっていたことから、百貨店の開業も構想し始めたとしている。
1960年（昭和35年）には、アメリカへの視察旅行に参加した際に見たセルフサービス形式で食品を販売する「スーパーマーケット」への参入も模索するようにもなっていった。
この間の1956年（昭和31年）に「株式会社西澤」に改組して社名から書店の文字を外し、1960年（昭和35年）には店舗を4階建てに増築するなど事業拡大を進めた。
1966年（昭和41年）に伊那市通り町に「スーパー西澤」を開店してスーパーマーケット事業に進出した。
翌年の1967年（昭和42年）には、通商産業省から百貨店法による認可を受けて店舗を鉄筋コンクリート造り地下1階・地上6階建てに増築し、百貨店事業にも参入した。
この百貨店は、最上階に展望レストランや観覧車のある屋上遊園地などを備え、美術などの展覧会やファションショーといった催事を行うなど、当時の日本の百貨店の機能を一通り揃えていた。
しかし1972年（昭和47年）に「ユニー」が伊那市に進出すると、当社の店舗があった伊那市通り町商店街あげてのイベントや当社独自の催事などを行って対抗したが、消費者の多くを奪われる状況に陥った。
そこで対抗策として商品力の強化が必要と判断し、大手スーパーとの提携を模索するようになったが、ダイエー以外のほとんどの大手スーパーが資本提携無しの商品供給を認めない意向を示した。そのため資本提携が不要な同社と業務提携をすることになり、1974年（昭和49年）に商品供給を主体とするフランチャイズ契約を同社と締結。1976年（昭和51年）に「ニシザワショッパーズ双葉店」を開店した。
さらに1980年（昭和55年）にはシジシージャパン（CGC）に加盟し、二つの全国チェーン組織から並行して商品を調達するようになった。余談だが、同時期にCGCとダイエーは業務提携を始めていた。
自動車社会の進展で大型駐車場を併設したショッピングセンターへの進出が必要になると見て、まだ人家がまばらな水田地帯であった伊那市郊外の日影地区への出店をすることにした。
この出店計画に対しては、ダイエーは周辺の開発状況から集客が困難との判断から、地元の伊那市通り町商店街は消費者の商店街からの流出が加速するとして、それぞれ反対したが、1982年（昭和57年）に「ベルシャイン伊那店」として開業し、郊外型ショッピングセンターへの進出を果たした。
1995年（平成7年）に「サンマックス伊那店」を開店してディスカウントストアの展開にも乗り出している。
ダイエーの業績が悪化して産業再生機構の支援を受け再建に入ると、ダイエー経由で調達していた商品を供給元のメーカーや商社からの直接調達やCGCからの供給に切り替え、ダイエーとのフランチャイズ契約を解消した。
再建に伴って十字屋運営の複合商業施設「諏訪ステーションパーク」に入居していた「ダイエーグルメシティ諏訪インター店」が2005年（平成17年）8月31日に閉店した際には、店舗跡に2005年（平成17年）11月9日に「ベルシャイン諏訪インター店」を開店して継承している。
こうした小売事業の多角化を進めているものの、祖業である新刊の書籍販売も続けているほか、1994年（平成6年）にブックオフのフランチャイズに加盟し「ブックオフ伊那店」を開店したのを皮切りに同チェーンの展開に乗り出し、長野県内のみならず首都圏にも店舗網を拡大した。
さらに、カルチュア・コンビニエンス・クラブとも提携して1997年（平成9年）に「ツタヤ伊那店」を開店してレンタルビデオ店事業に進出し、焼肉屋さかいとも提携して1998年（平成10年）に「焼肉屋さかい伊那春近店」を開店して焼肉店事業に進出するなど一段と事業展開の幅を広げている。
2003年（平成15年）に荒木康雄が社長に就任して荒木茂が会長へ退き、その翌年の2004年（平成16年）には「ニシザワホールディングス」を設立するなど、経営体制の変更を行っている。
2010年（平成22年）6月から伊那市高遠町の高遠食彩館で宅配サービスを開始し、2011年（平成23年）6月1日には生鮮食料品から日用品まで約300点を掲載したカタログを伊那市高遠町地区と長谷地区の全世帯に配布して本格的に商品の宅配サービス事業へ参入している。
2013年（平成25年）8月1日から、電気やガス、水道料などの公共料金ほか、通信販売の支払いも可能な「料金収納代行サービス」をニシザワ食彩館4店舗で開始した。
2021年（令和3年）6月28日、創業地の店舗だったニシザワデパート（伊那市）が閉店。跡地は2023年までに店舗（コンビニエンスストア）兼賃貸住宅となる予定である。

## 店舗
店舗名の後ろに「◆」を付けた店舗には新刊書店の「BOOKSニシザワ」を併設している。なお、併設していない店舗であっても雑誌を扱っているところもある。

### ベルシャイン店 (GMS)

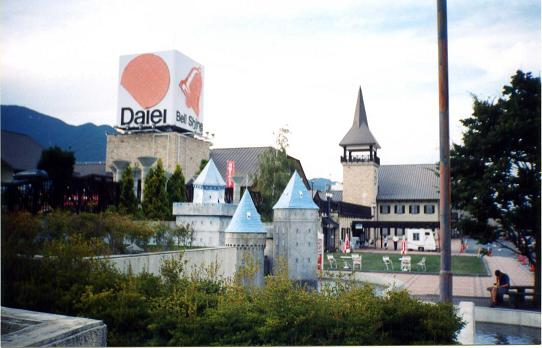
ベルシャイン駒ヶ根店（2001年撮影）

基本的に食品及び衣料品や雑貨などを扱う総合スーパー業態の店舗に使用されているブランドだが、過去には食料品を主体に日用雑貨などを扱う食品業態の店舗にもこの店名を用いる場合もあった。
- ベルシャイン伊那店◆ - 1982年（昭和57年）に伊那市郊外の日影地区への出店したベルシャインの1号店[1]。
- ベルシャイン伊北店◆ - 上伊那郡箕輪町町沢[11]。箕輪町と災害時に駐車場を提供する協定を締結している[11]。
- ベルシャイン駒ヶ根店◆ - 駒ヶ根市赤穂。
- ベルシャイン箕輪店 - 上伊那郡箕輪町木下[11]。箕輪町と災害時に駐車場を提供する協定を締結している[11]。2008年（平成20年）7月4日に売り場面積3,300m2で開店した[12]。旧ダイエーFCではない初めてのGMS店。

### 過去のベルシャイン
- ベルシャイン諏訪インター店

茅野市にあった「ダイエーグルメシティ諏訪インター店」が2005年（平成17年）8月31日に閉店した店舗跡に2005年（平成17年）11月9日に「ベルシャイン諏訪インター店」を開店した。
店舗跡には、2009年（平成21年）9月3日に「バロー諏訪店」が開業した。
2017年10月29日に「バロー諏訪店」が閉店。現在は「イオン諏訪ステーションパーク店」（2018年9月8日開店）。

### ニシザワ食彩館(ショッパーズ) (SM)
1966年（昭和41年）に伊那市通り町に「スーパー西澤」を開店して始まったスーパーマーケット事業。
1976年（昭和51年）に「ニシザワショッパーズ双葉店」を開店したころからは、「ニシザワショッパーズ」の店名で営業。
- 双葉食彩館◆ - 伊那市。1976年（昭和51年）に「ニシザワショッパーズ双葉店」として開店した[1]。
- 春近食彩館 - 伊那市。2013年（平成25年）8月1日から公共料金など支払いを受け付ける「料金収納代行サービス」を開始した[8]。
- 宮田食彩館◆ - 上伊那郡宮田村
- 信大前食彩館 - 上伊那郡南箕輪村三本木。2013年（平成25年）8月1日から公共料金など支払いを受け付ける「料金収納代行サービス」を開始した[8]。2006年（平成18年）2月の国道361号権兵衛トンネル開通以降は木曽地区からの買い物客も来店するようになった[14]。
- 辰野食彩館 - 上伊那郡辰野町。2013年（平成25年）8月1日から公共料金など支払いを受け付ける「料金収納代行サービス」を開始した[8]。
- 高遠食彩館 - 伊那市高遠町小原。2010年（平成22年）6月から当社で初めて宅配サービスを開始し、2011年（平成23年）6月1日には生鮮食料品から日用品まで約300点を掲載したカタログを伊那市高遠町地区と長谷地区の全世帯に配布して本格的に商品の宅配サービス事業へ参入した[8]。
- 福岡食彩館 - 駒ヶ根市。2013年（平成25年）8月1日から公共料金など支払いを受け付ける「料金収納代行サービス」を開始した[8]。

2012年より、ショッパーズから食彩館に名称統一。看板も随時変更された。

### 過去のショッパーズ
通り町食彩館
伊那市通り町。1966年（昭和41年）に「スーパー西澤」として開店した。2023年4月15日に閉店。
南箕輪店
上伊那郡南箕輪村の塩ノ井・久保地区にあったが、ベルシャイン箕輪店の開店に伴って2008年（平成20年）に閉店した。
店舗跡には、弁当の製造・配達を行っているマリンフーズグループが、2013年（平成25年）9月6日に地元の農家の農産物などを販売する直売所「村の駅 昭和の香り」が開店した。
- 宮ノ前店 - 駒ヶ根市(閉店日不明) →サンタの創庫 →BOOK・OFF駒ヶ根宮ノ前店 (2014年5月2日開店)→閉店
- 八幡町店 - 伊那市八幡町（現伊那市山寺）にあった。開店・閉店日不明。跡地は駐車場となっている。

### 食品加工工場
- ウエストフーズ食品工場 - 伊那市

単にニシザワ食品工場でないのは、かつて子会社に株式会社ウエストフーズが存在したが2004年に本体に吸収合併したため

### サンマックス（ディスカウント）

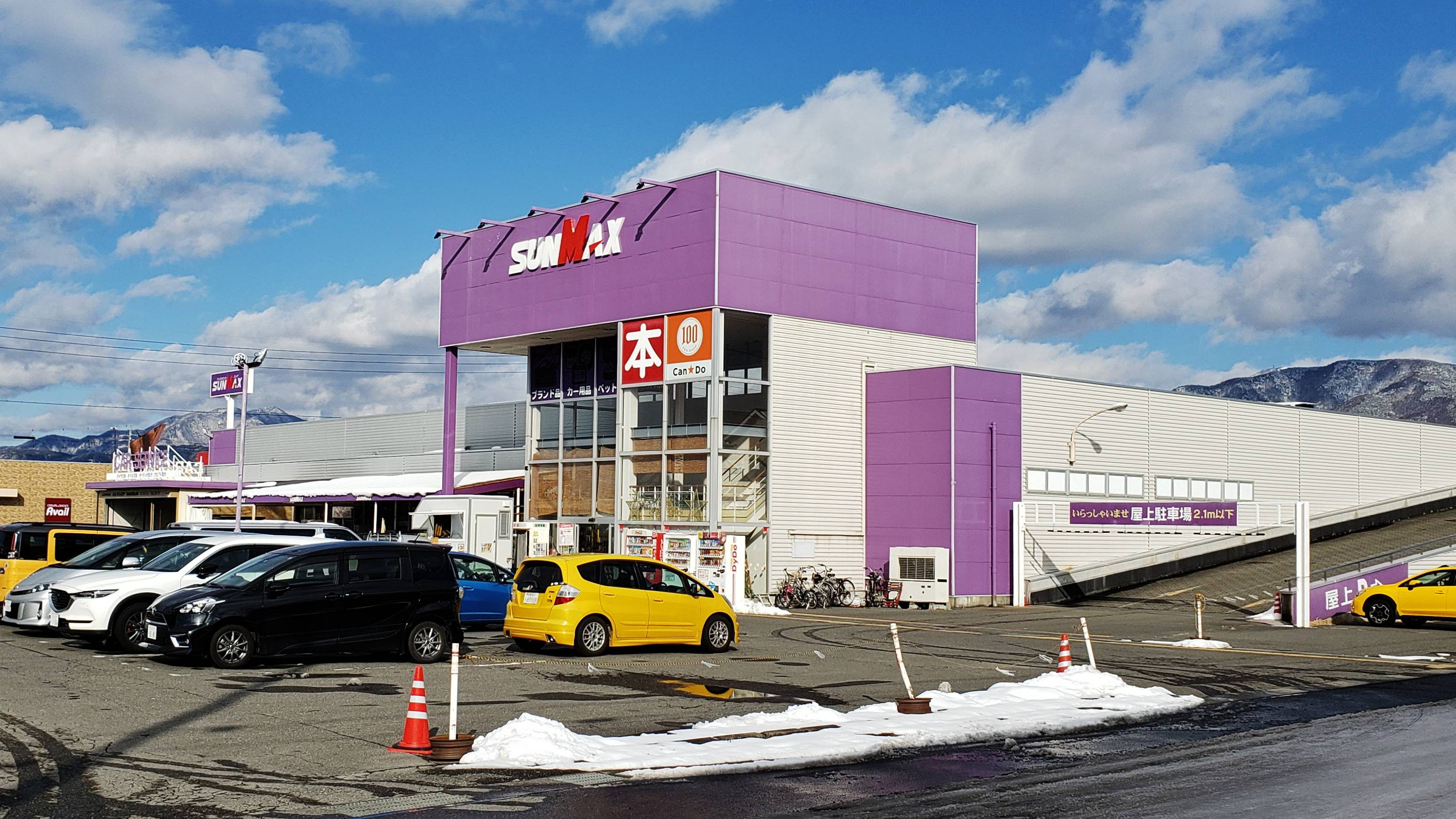
サンマックス松本店

1995年（平成7年）に「サンマックス伊那店」を開店して進出したディスカウントストア事業。
令和元年9月現在
、松本店
を展開している。
過去には飯田上郷店、伊那店を展開していた。

### 新刊書店

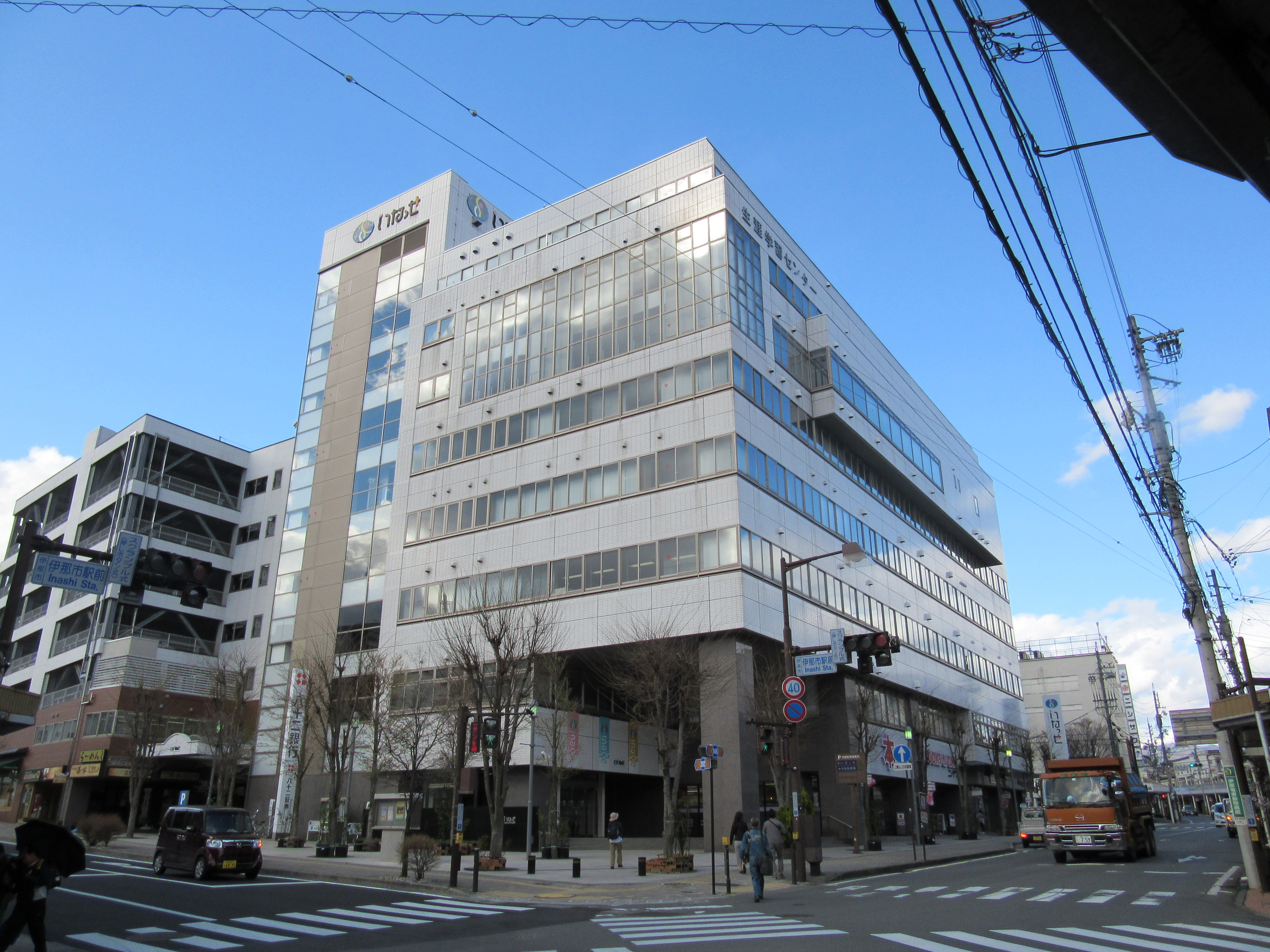
いなっせ（伊那市）

BOOKS&CAFE ニシザワいなっせ店◆ - 伊那市
いなっせ開設前にニシザワデパート店内に在った書籍部が移転開業した店舗。喫茶店を併設している。
- デパート店とBOOKS&CAFE店を同社ではカルチャー事業部と位置付けている。

### TSUTAYA
カルチュア・コンビニエンス・クラブとも提携して1997年（平成9年）に「ツタヤ伊那店」を開店して進出したレンタルビデオ店事業。

### ブックオフ（古書店）
1994年（平成6年）にブックオフのフランチャイズに加盟し「ブックオフ伊那店」を開店したのを皮切りに同チェーンの展開に乗り出し、長野県内のみならず首都圏にも店舗網を拡大した。

### 飲食店
焼肉屋さかいとも提携して1998年（平成10年）に「焼肉屋さかい伊那春近店」を開店して進出した焼肉店事業。

## ニシザワデパート
ニシザワデパートは創業の地である伊那市通り町商店街にあった店舗である。建物は地上6階地下1階の鉄筋コンクリート一部鉄骨造り。ただし、2021年時点で使用されているフロアは1階のみとなっていた。4階催事場では2013年（平成25年）に「いけばな展」が行われるなど伊那地区の文化・催事の会場として使われていた。

### 開業
先述のように創業の地にある店舗で1924年に書店として創業し、1949年の大火での焼失後に業態を転換。1967年（昭和42年）には、通商産業省から百貨店法による認可を受けて店舗を鉄筋コンクリート造り地下1階・地上6階建てに増築し、百貨店として開業した。
最上階に展望レストランや観覧車のある屋上遊園地などを備え、美術などの展覧会やファションショーといった催事を行うなど、当時の日本の百貨店の機能を一通りそろえていた。

### 閉店と建物の解体
ニシザワデパートは建物の老朽化が進み、近隣の道幅が狭く隣店との距離も近いなど災害時の安全に課題があり、伊那市通り町商店街の再開発事業の一環で建物が解体されることになったため2021年6月28日で閉店することが発表された。
2021年6月28日に閉店となり半世紀余りの営業を終えた。9月下旬から建物が解体され、跡地には1階に小売店、2～4階が賃貸住宅のビルがを建設される計画で、2023年春ごろに完成する予定である。

## 災害支援
2006年（平成18年）2月16日に伊那市と「災害時における応急生活物資供給等の協力に関する協定」を締結したのが、自治体との初の災害時の支援協定となった。
その後、長野県との間で災害時の帰宅困難者に対する水やトイレなどについて協定を締結し、2011年（平成23年）1月12日に箕輪町との間で災害時に店舗の駐車場を提供する協定を締結した。

## 地元食品の取扱い
信州大学や地元企業などで作る「伊那地域アマランサス研究会」が開発した雑穀アマランサスを練りこんだ「アマランサスそば」を、発売当初の2007年（平成19年）4月1日から全店で取り扱っている。
2008年（平成20年）2月に伊那谷産大豆を原料に、登喜和冷凍食品と養命酒製造の両社の技術を合わせて開発された「熟成豆腐チーズ芳醇醍醐丸」の販売を発売時から行っている。
その他、「伊那市B級グルメフェスタ」を2011年（平成23年）5月3日にベルシャイン伊那店で開催し、ローメンやソースかつ丼、餃子などの伊那市のB級グルメを一堂に集めて紹介している。
同年には、上伊那農業高等学校の生徒が雑穀の普及を目的に開発した「上農雑穀カレー」をレトルト食品として製品化した際に、長野県農協直販アルプスハム工場に加工を委託するよう紹介している。

## 関連会社
- 株式会社ニシザワホールディングス - 2004年（平成16年）に設立[1]。持株会社。
- 株式会社西沢本社 - 旧西沢書店。現在は不動産管理会社。
- 株式会社ニシザワアーバンファクトリー - 東京都内で「牛角」を3店経営している。